# Santiago de Liniers y Gallo Alcántara
Santiago de Liniers y Gallo-Alcántara (Madrid, 1842 – Madrid, 12 de maig de 1908) va ser un polític, acadèmic i jurista espanyol, que va ostentar el títol de comte de Liniers.

## Biografia
Nascut el 23 de juny de 1842 a Madrid, en 1894 ingressà en la Reial Acadèmia Espanyola, en substitució de Manuel Cañete. Va ser redactor o col·laborador de publicacions periòdiques madrilenyes com El Año 61, El Gobierno, La España, El Noticiero, La Gorda, La Unión Católica i La Cartilla. Més tard col·laboraria amb La Ilustración Católica, la revista España o El Tiempo, entre d'altres. Signà amb frequència amb el pseudònim «El Bachiller Bringas». Va escriure diverses novel·les, una col·lecció de romanços i Todo el mundo, una obra de sociologia pràctica, a més de col·laborar en la redacció de diferents veus del diccionari de la Reial Acadèmia Espanyola. En la premsa de l'època s'assenyala la seva amistat amb Silvela.
Primer comte de Liniers, títol que li va concedir Alfons XIII el 22 de juliol de 1900, va ser diputat,senador i governador civil de Madrid entre març de 1899 i juliol de 1900. Va morir el 12 de maig de 1908 a la capital.